# Ulu Krui
Ulu Krui is een bestuurslaag in het regentschap Lampung Barat van de provincie Lampung, Indonesië. Ulu Krui telt 1310 inwoners (volkstelling 2010).